# Brad Rater
Bradford Gejts Rater (rođen 31. januara 1978) američki je takmičar u šou igri, TV voditelj, producent i glumac. Sa dobicima od preko 5,1 miliona dolara, on je trenutno drugi finansijski najuspešniji američki takmičar u šou igrama svih vremena, iza Kena Dženingsa, i još uvek je takmičar sa najvećom zaradom (prvenstveno sa specijalnih turnira) u američkoj šou igri Jeopardy! (sa preko 5 miliona dolara).
Do Najvećeg turnira svih vremena 2020. godine, Rater nikada nije izgubio Jeopardy! meč protiv ljudskog protivnika (iako je dva puta zaostajao na kraju prve igre dvodnevnog turnirskog meča pre nego što se vratio i pobedio). Ovaj niz se sastojao od njegovog prvobitnog petodnevnog niza 2000. (nakon čega se povukao neporažen) kao i od 17 mečeva na pet turnira (uključujući jedan kao deo tima) — od kojih je na svima pobedio. Rater je završio treći u meču — i to je bio njegov prvi poraz u celini i prvi put kada je završio iza ljudskog protivnika.

## Jeopardy!dobici
Rater se prvi put pojavio na Jeopardy! 30. oktobra 2000. godine, kada su pravila predviđala da se takmičar koji je pobedio pet uzastopnih dana penzioniše neporažen i da mu je garantovano mesto na Turniru šampiona. Rater se povukao kao neporaženi petodnevni šampion, sa 55.102 dolara dobitka. Takođe je nagrađen izborom Ševrolet automobila; izabrao je dva Ševrolet Kamara. U to vreme, Jeopardy! dodelio nove automobile petodnevnim neporaženim šampionima. Pravila su promenjena 2003. godine, pre nego što je Ken Dženings igrao 74 dana uzastopno 2004. godine, što je Dženingsa učinilo najvećim ukupnim Jeopardy! novčanim dobitnikom.
Kao petodnevni šampion, Rater je 2001. pozvan na Turnir šampiona, gde je pobedio druge petodnevne šampione i osvojio glavnu nagradu od 100.000 dolara. Rater je ponovo pozvan na Masters turnir od milion dolara 2002. godine, gde je osvojio glavnu nagradu od 1.000.000 dolara i postao najveći ukupni dobitnik novca Jeopardy! istorije.

## Spoljašnje vere
- Brad Rater на веб-сајту  (језик: енглески)